# Silverstone (Inglaterra)
Silverstone é uma vila e paróquia civil em Northamptonshire, Inglaterra. É cerca de 4 milhas (6,4 km) de Towcester na antiga estrada principal A43, 10 milhas (16 km) da junção da autoestrada M1 15A e cerca de 12 milhas (19 km) da junção 10 da autoestrada M40, Northampton, Milton Keynes e Banbury. A população da freguesia no censo de 2011 era de 2.176. A A43 agora contorna para o sudeste da vila.
O nome da aldeia provavelmente significa, "fazenda/assentamento de Saewulf/Sigewulf."
O Circuito de Silverstone, a atual casa do Grande Prêmio da Grã-Bretanha, está localizado nas proximidades; ele se estende pela fronteira de Northamptonshire e Buckinghamshire.
A aldeia está listada no Domesday Book.